# Rainer Maria Voigt
Rainer Maria Voigt (* 17. Januar 1944 in Neuruppin) ist ein deutscher Semitist und Äthiopist. Er war von 1988 bis 2011 Professor für Semitistik an der Freien Universität Berlin.

## Leben
Von 1950 bis 1963 besuchte er Schulen in Rosenheim, Neukirchen-Vluyn, Mönchengladbach und Coburg. Nach dem Abitur am Casimirianum Coburg studierte er von 1963 bis 1965 evangelische Theologie in Neuendettelsau und Tübingen, von 1965 bis 1967 Islamkunde und Altorientalistik in Tübingen und von 1967 bis 1974 Semitistik, Afrikanistik, Altorientalistik und Arabistik in Marburg und Gießen. Er promovierte 1974 bei Otto Rössler an der Philipps-Universität Marburg im Fach Semitistik, Thema seiner Dissertation war Das tigrinische Verbalsystem. Anschließend war Voigt von 1976 bis 1986 wissenschaftlicher Assistent am Orientalischen Seminar in Tübingen. Mit der Schrift Die infirmen Verbaltypen des Arabischen und das Biradikalismus-Problem habilitierte er sich 1984 in Tübingen für das Fach Semitistik.
Voigt hatte 1986 ein Stipendium der Deutschen Forschungsgemeinschaft und 1986 bis 1988 eine Forschungsstelle an der Akademie der Wissenschaften und der Literatur zu Mainz. 1988 erhielt er den Ruf auf den Lehrstuhl für Semitistik an der FU Berlin, wo er die Nachfolge Rudolf Macuchs antrat. 1994 erfolgte die Wahl in die Norwegische Akademie der Wissenschaften. 2011 ging er in den Ruhestand, sein Nachfolger auf dem Lehrstuhl ist Shabo Talay.

## Schriften (Auswahl)
- Das tigrinische Verbalsystem. Berlin 1977, ISBN 3-496-00545-9.
- Die infirmen Verbaltypen des Arabischen und das Biradikalismus-Problem. Stuttgart 1988, ISBN 3-515-04441-8.
- als Herausgeber: Tigre studies in the 21st century. Tigre-Studien im 21. Jahrhundert. Köln 2015, ISBN 978-3-89645-682-3.
- als Herausgeber: Studies in Honour of Enno Littmann. Akten der III. Enno-Littmann-Konferenz, 1.–4. April 2009, Berlin. Köln 2016, ISBN 978-3-89645-681-6.